# Heinrich-Christian Schäfer-Hansen

Heinrich-Christian Schäfer-Hansen

Heinrich-Christian Schäfer-Hansen (* 31. Januar 1901 in Breslau; † 25. April 1977 in Bad Dürkheim) war ein deutscher Kaufmann, Mitglied des Reichstags sowie NSKK und SA-Führer.

## Biografie
Schäfer-Hansen absolvierte nach dem Ende seiner Schullaufbahn eine Banklehre. Er arbeitete nach dem erfolgreichen Abschluss der Lehrzeit ab 1923 als Bankangestellter und war von 1924 bis 1930 als selbstständiger Kaufmann tätig. Schäfer-Hansen, Teilnehmer am Kapp-Putsch, war seit 1930 Mitglied der NSDAP und trat 1930 der motorisierten SA bei. Schäfer-Hansen leitete ab 1934 nach Zusammenlegung von NSKK und Motor-SA die Motorbrigade in Schlesien. Innerhalb der NSKK stieg er bis 1939 zum Obergruppenführer auf. Für den Wahlkreis 7 (Breslau) gehörte er ab der 3. Periode dem nationalsozialistischen Reichstag von 1936 bis Frühjahr 1945 an. Ab 1939 war er Mitglied im Volksgerichtshof und leistete ab September 1939 Kriegsdienst.
Nach Ende des Zweiten Weltkrieges wurde er durch den Einfluss der amerikanischen und englischen Unitarier auf die Entnazifizierung Mitglied bei den Unitariern und war Herausgeber der Deutschen Soldaten-Zeitung.